# Leticia Huijara
Leticia Huijara là diễn viên người Mexico sinh tại Acapulco, Guerrero, Mexico.

## Tiểu sử
Leticia Huijara sinh ra tại Acapulco, Guerrero, Mexico. Năm 6 tuổi, cô sống tại Mexico City. Cô học ngành Văn học Sân khấu tại trường Đại học Tự trị Quốc gia México. Cô bắt đầu sự nghiệp diễn xuất vào năm 1987, bao gồm đóng phim chiếu rạp và phim truyền hình. Cô giành được nhiều giải thưởng danh giá, trong đó có Giải thưởng Ariel cho Diễn viên xuất sắc nhất cho bộ phim"Por si no te vuelvo a ver"; Giải thưởng Nữ diễn viên Truyền hình xuất sắc nhất được trao tặng bởi Hội Nhà báo Quốc gia cho phim thể loại telenovela "Los Sanchez". Cô kết hợp kinh nghiệm sự nghiệp sân khấu của mình trong một số bộ phim, bao gồm: La ley de Herodes; Ciudades oscuras; Sexo por compasión; Por si no te vuelvo a ver; Dos crímenes; Cilantro, Perejil và Lola,... Cô đã được đề cử giải thưởng Ariel ba lần, giải Nữ thần bạc. Trong lĩnh vực sân khấu, cô tham gia vào vở Baño de damas, Venecia, Sueños, Los signos del Zodiaco, Paisaje Interior, En Defensa Propia y la Última Diana,... Cô tham gia diễn xuất trong bộ phim thể loại telenovela mang tên Los Sanchez (Giải Nữ diễn viên chính xuất sắc nhất năm 2005, một giải thưởng của hiệp hội nhà báo Mexico). Cô còn đạo diễn phim "Ocho historias de cantina". Cô đã tham gia sản xuất các bộ phim như baño de damas hay los delitos insignificantes. Năm 2009, cô ra mắt vở kịch "Juntos y Felices", vở kịch đầu tiên cô viết.

## Các bộ phim

### Phim chiếu rạp
- La cebra (2012)..... Juana
- Ciudades oscuras (2002).... Rosario
- Sexo por compasión (2000).... Leocadia
- La ley de Herodes (1999).... Gloria
- Luces de la noche (1998).... Mujer en la calle
- Alta tensión (1997).... Trabajadora en compañia
- Por si no te vuelvo a ver (1997).... Margarita
- Dos crímenes (1995).... Carmen 'la Chamuca'
- Cilantro y perejil (1995).... Melita
- Lola.... Lola
- Barroco (1989)

### Phim truyền hình
- La bella y las bestias (2018).... Gloria Quintero
- El César (2017).... Doña Isabel
- Despertar contigo (2016-2017).... Tulia Ventura vda. de Leal
- El octavo mandamiento (2011).... Isabel de San Millán/Guadalupe
- Montecristo (2006).... Lola
- Los Sánchez (2004-2005).... Charo "Charito" Banegas de Uriarte
- Demasiado corazón (1998)

## Awards and nominations

### Giải thưởng TVyNovelas.
| Năm  | Hạng mục                      | Tác phẩm          | Kết quả |
| ---- | ----------------------------- | ----------------- | ------- |
| 2017 | Diễn viên chính xuất sắc nhất | Despertar contigo | Đề cử   |

### Ariel Awards
| Năm  | Hạng mục                                      | Phim | Kết quả    |
| ---- | --------------------------------------------- | --- | ---------- |
| 2002 | Ariel a Mejor Coactuación Femenina            | style="background: #FDD; color: black; vertical-align: middle; text-align: center; " class="no table-no2"\|Đề cử |            |
| 1998 | Giải thưởng Ariel cho Diễn viên xuất sắc nhất | Por si no te vuelvo a ver                                                                                        | Thành công |
| 1994 | Ariel a Mejor Coactuación Femenina            | style="background: #FDD; color: black; vertical-align: middle; text-align: center; " class="no table-no2"\|Đề cử |            |

## Liên kết ngoòi
- Leticia Huijara trên IMDb